# 北京快速公交1号线
北京快速公交1号线，又称南中轴线快速公交，是北京快速公交系统中的一条线路，也是中国大陆第一条快速公交线路。线路从德茂庄站始發，最終到達前门站，線路总长度约為16公里，共設17站。

## 概况
由于历史原因，北京南城发展相对滞后。虽然南中轴线原有2路等公交车通行，但由于运力不足加之南中轴路路况不佳使得南中轴路的公车效能相对较低。2004年北京市政府38号文件中确定了在南中轴线建设快速公交的方案。之后2004年8月组建负责运营快速公交的畅达通运营公司，并伴随南中轴路的改建开始了快速公交1号线的建设。在2004年12月25日开始部分路段（前门——木樨园）试运营，最终历时约1年半建设完毕，于2005年12月30日全线开通。
线路从德茂庄至天坛站采用独立封闭专用路，专供快速公交使用。站台全部设在路中央，行人需要通过人行横道或地下通道到达站台。与北京其他公车不同，快速公交采用轨道交通式的购票方式，需要在进入站台前先行购买车票或刷卡，这样可以确保上下车行人的速度，并且无需在车上配备售票员。
在快速公交1号线开通之后，新线路沿线的许多线路被取消，使得周边许多乘客还未适应，突然感到出行不便。
实际上，由于路况以及配车数量原因，快速公交线路在通车之初的运力并无法满足最初计划的日运力10万人次的要求。尤其是车辆间隔，由于红绿灯拥堵，更由于天坛至前门段道路狭窄，此段不再设快速公交专用道，为混行道路，车辆的发车间隔被拉长到接近30分钟/班。但在开通之初，由于票价相对较高（单一票价2元），刷卡没有折扣（当时刷卡乘坐其他公车可以打8折），所以运力需求矛盾并不明显。但后来公交公司改变了其他并行普通公交的线路，使得问题越来越突出。后来在奥运筹备建设中将天坛至前门段道路拓宽，配车补齐之后问题基本得到解决。
目前由于北京市政府2007年对公交系统票价的修订，快速公交的票价下调至1元，并享受与其他公交相同的刷卡折扣（普通卡4折，学生卡2折）。运输能力从开线的日均9万人次提高到目前超过14万人次（2009年）。2014年年底，北京公交统一进行票价改革，10公里内为2元，每增加5公里加1元，持北京市政一卡通普通卡可享受5折优惠，持北京市政一卡通学生卡可享受2.5折优惠。

## 设施

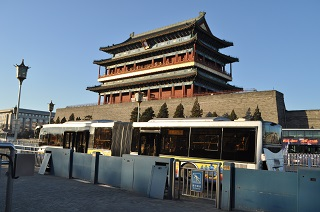
快速公交1号线下车站台

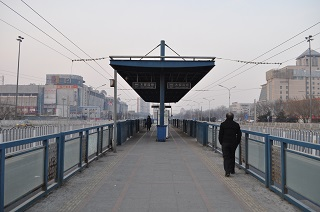
独有的岛式站台

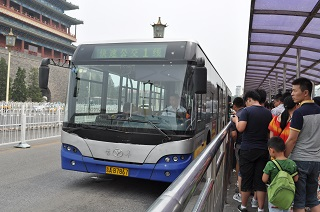
快速公交1号线在前门进站

与普通公交线路不同，快速公交1号线的站台在路中央，使用与地铁站台相似的岛式站台。不过在永定门内站，天坛站由于路中有永定门以及永定门广场，所以这两站分为了上下行2个站台，两个站台相互不联通，必须出站方能进入另一站台。至于前门站，由于该站为终点站，所以该站台在前门箭楼广场设置两个站台。一为下车站台，在前门地铁站东南口的旁边，该站台仅用于乘客下车所用，另一为上车站台，在前门地铁西南口，该站台则仅供上车使用。所有站台需要入站前购买车票或刷一卡通。车站同时配备语音进站提示，来车时间播报以及监控摄像头以用于全线智能调动。
由于站台设在了中央，使得公交车需要将车门由普通的右侧开门改为左侧开门。快速公交1号线使用的是浙江青年客车生产的18米柴油客车和福田欧辉客车公司生产的18米双源无轨电车，设置三个车门。每辆车包含坐席与立席可运载为180人。由于是进站刷卡，车上不设置刷卡机和售票员。车辆为人性化需求，站台比普通公车站台略高，而且由于整条线路路况优良，公车采用低底盘车型，保证人员水平登降，并支持残疾人轮椅登车。除车载轮椅接驳板以外大部分站台均配备备用轮椅接驳板以消除车与站台空隙以方便轮椅登车。另外所有车辆均设置一个专用幼儿安全座位。
由于专用路权，快速公交1号线基本可以保证开车时间的精准。线路中控室可以根据站台监视器反映的客流状况调动车辆缓解客流压力。同时专用路权包括了快速公交优先。在上下班高峰期，快速公交可以调配路口红绿灯保证快速公交优先通过。
相比普通车辆手控报站不同，快速公交使用手动与GPS自动控制结合报站机，以减少司机的操控复杂度。
快速公交1号线建设总投资包括6.57亿人民币，其中包括市政投资4.15亿，以及市场融资2.42亿。

## 线路

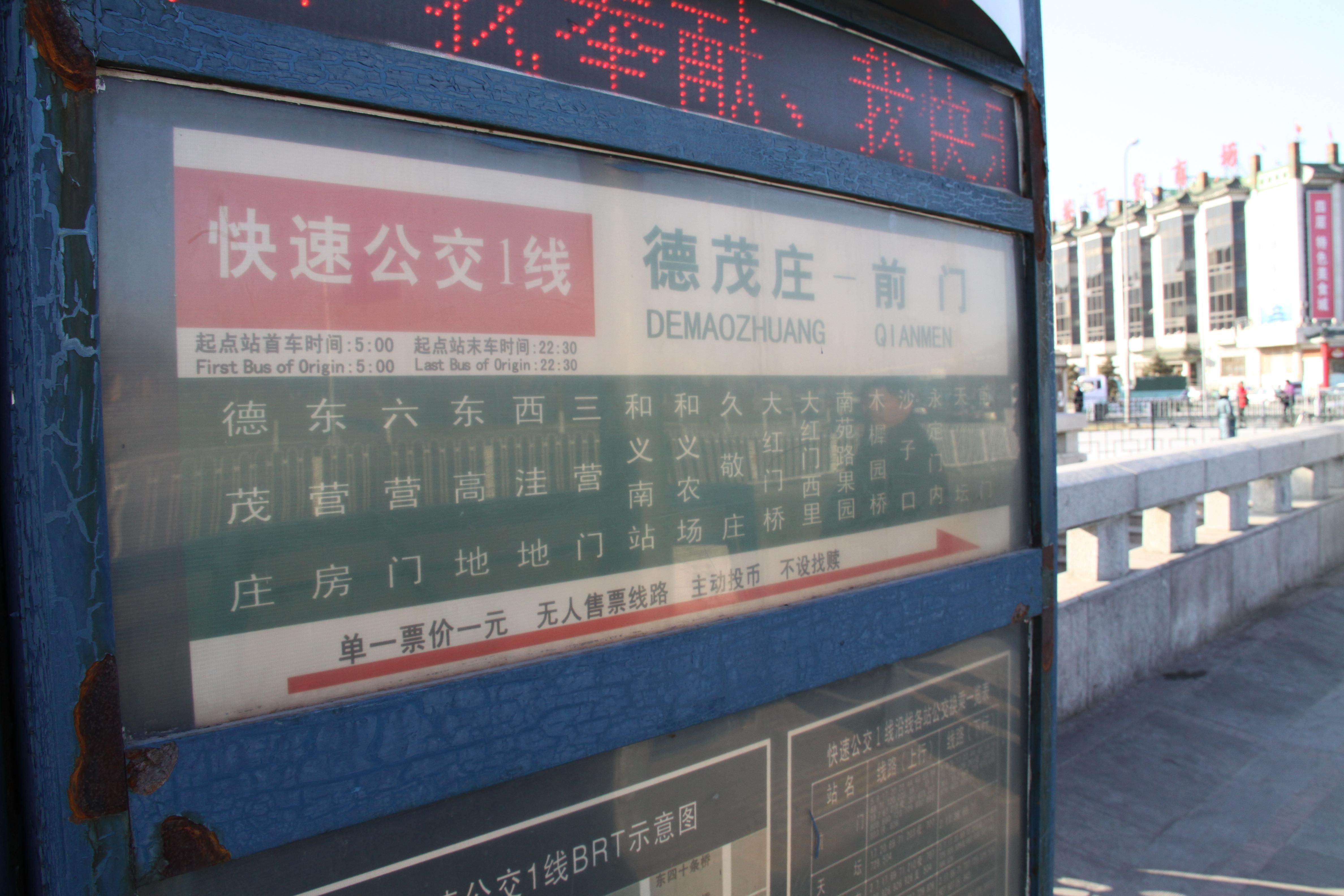
快速公交1号线站牌

德茂庄—东营房—六营门—东高地—西洼地—三营门—和义南站—和义农场—久敬庄—大红门桥—大红门西里—南苑路果园—木樨园桥—沙子口—永定门内—天坛—天桥（暂缓开通）—前门
其中德茂庄站，大红门桥站，木樨园桥站，永定门内站分别连接五环路，四环路，三环路和二环路。前门站则可以在步行1分钟内转乘北京地铁2号线。